# Masters de París 1991
El Masters de París 1991 fue un torneo de tenis jugado sobre moqueta. Fue la edición número 20 de este torneo. Se celebró entre el 28 de octubre y el 4 de noviembre de 1991. 

## Campeones

### Individuales masculinos
Guy Forget vence a  Pete Sampras 7–6(9), 4–6, 5–7, 6–4, 6–4.

### Dobles masculinos
John Fitzgerald /  Anders Järryd vencen a  Kelly Jones /  Rick Leach, 7–6, 6–4
| Predecesor: París 1990 | Masters de París 1991 | Sucesor: París 1992 |